# Exarrhenodes flavosticticus
Exarrhenodes flavosticticus – gatunek chrząszcza z rodziny kózkowatych i podrodziny zgrzypikowych. Jedyny przedstawiciel rodzaju Exarrhenodes.

## Zasięg występowania
Gatunek ten występuje na Borneo.